# 並木輝男
並木 輝男（なみき てるお、1938年11月15日 - 1988年9月1日）は、東京都世田谷区出身のプロ野球選手（外野手、一塁手）・コーチ、解説者。

## 経歴

### プロ入り前
日大三高在学時は投手として活躍し、エース兼四番打者として、2年次の1955年には夏の甲子園に出場。準々決勝に進むが坂出商に大敗を喫し、3年次の1956年には春の選抜にも出場。この大会でも準々決勝に進出するが、渡海昇二らのいた芦屋高に完封負けを喫す。同年夏は都予選準決勝で成蹊高に敗退した。高校同期に中堅手の宮沢重雄がいる。

### 現役時代
高校卒業後は早稲田大学に進学を予定していたが、家庭の事情により1957年に大阪タイガースへ入団。元々は中日ドラゴンズへ入団する予定であったが、担当していた佐川直行スカウトがドラゴンズを解雇され、タイガースに移籍したため並木もタイガースに入団することとなった。1年目の同年3月30日の中日戦（中日）に先発出場するが、これはセ・リーグ史上初の高卒新人として開幕戦先発出場であった。並木以降、セ・リーグで高卒新人が開幕戦先発出場を記録したのは、1959年の王貞治と1988年の立浪和義の2人のみである。1年目はルーキーながら98試合出場・打率.250・8本塁打・32打点を記録し、同年に記録した高卒新人での8本塁打は1993年に松井秀喜が11本塁打を記録するまでセ・リーグ史上最多記録であった。入団当時は内野手であったが強肩俊足を評価され、開幕前に外野手に転向している。その後はチームの主力の金田正泰・後藤次男・田宮謙次郎等が引退などで抜けていく中、1960年には三番打者、中堅手に定着し、オールスターゲームにも出場。初の規定打席に達し、自己最高でリーグ4位の打率.306という成績を残すと、同年のベストナインも獲得。1962年にはリーグ3位の打率.290の好成績を挙げ、強肩を活かして15補殺を記録。1963年には一塁手としても12試合に出場している。1962年・1964年の2度のリーグ優勝に中心打者として貢献したが、1962年の東映との日本シリーズでは27打数4安打2打点、1964年の南海との日本シリーズでも24打数6安打0打点と、大きな活躍はできなかった。また阪神球団の通算1000号、1500号本塁打を放っている。1966年オフにチームは若返りの方針をとり、並木は自由契約となったが、東京オリオンズへ移籍。1967年のキャンプで右足アキレス腱を切断したため、阪神時代と同じような活躍は出来ず、2年間でわずか9試合の出場に終わった。1968年限りで現役を引退。

### 現役引退後
引退後は1969年にスナック「並木」を開店し、1973年からはクラブ「並木」を経営。 その傍ら読売テレビ・サンテレビ（1983年 - 1984年）で解説者を務め、1985年には一軍打撃コーチとして古巣・阪神に復帰。一塁ベースコーチも担当し、21年ぶりのリーグ優勝と球団初の日本一に貢献。大人の対応で、選手個々に応じた指導がチームの打力爆発のきっかけとなり、一気攻撃の影の仕掛け人であった。1986年は前年の猛打から一転して怪我人続出で貧打と拙攻が目立つようになり、並木の責任を問う空気も出始めた。並木は指導法というより、5月18日の中日戦（甲子園）の試合途中にランディ・バースが帰り支度を始めたことを番記者にバラして表面化したことがあり、これに吉田は激怒したといわれるが、不振を続ける掛布雅之の打順についても吉田と並木は衝突したといわれていた。歓喜の日本一から僅か2年後、9年ぶりの最下位に転落した1987年オフに退団。
退団後は1988年からサンテレビの解説者に復帰したが、同年9月1日、突然脳出血に襲われ急逝した。49歳没。

## エピソード
- 1964年には上京中の車中で俳優の勝新太郎と遭遇し、勝と「並木が巨人戦で本塁打を放ったら、勝が並木の結婚式の仲人をする」と約束した[2]。その後にあった後楽園での巨人戦で本塁打を放ち、並木の結婚式の仲人は勝・中村玉緒夫妻が務めた[2]。勝・玉緒夫妻の結婚式には後輩の本間勝を連れて出席し、本間は豪華な披露宴に目を丸くした[9]。ちなみに東京へ移籍した理由の一つは勝のすすめによるものである[10]。
- 歌手の水原弘、クラリネット奏者の鈴木章治らとも親交があり、本間を同席させて杯を交わしたこともある[9]。
- 東京生まれ東京育ちの紛れもない「都会っ子」で、お洒落で垢抜けており、外出する時には白っぽいジャケットを恰好よく決め、都会っ子ならではの雰囲気があった[9]。
- 本間を外食にもよく連れ出し、「マサル!」と名字ではなく、名前を呼ばれたときはまず間違いなく外出する日であった[9]。本間は「今日は、ちょっと付き合えよ」と言われると、おいしいものが食べられるため、二つ返事でOKした。子供の頃から我が家には外食する習慣などなかった本間は喜んで付いて行き、これまで口にしたことのないおいしい料理と遭遇した[9]。肉料理、魚料理、何を食べても抜群にうまく、おまけに食べ盛りの本間もお陰様で遠慮して「もっと食べんかい!」と怒られたことはあっても、「食べ過ぎや」の叱責を買った記憶はなかった[9]。
- 並木のお供をして、大阪・ミナミは道頓堀川沿いの焼肉店に行った[9]。本間は「世の中に、こんなにおいしいものがあったのか･･･」とびっくりさせられ、いまだに「いままで、一番おいしかった食べ物は･･･」と聞かれたら、間髪を入れず焼き肉と答えるほどである[9]。食べても食べても満腹感がなく、ロース、カルビ、ミノ等々、果たして何人分食べたことか覚えていないほどである[9]。大満足、大感激したことを覚えており、ある時は300g、400gの分厚いステーキをご馳走になった[9]。
- 本間はキャバレー等にも付いて行った[9]。並木は色んなジャンルのダンスをこなしていき、テンポの速いジルバのステップを踏む姿は恰好よかった[9]。並木のおかげでアルコールに滅法強くなり、時には先輩共々門限を破ることがあった[9]。
- 2023年1月、野球殿堂に選ばれたランディ・バースが日本で成功できた理由を問う質問に「一番大きかったのは並木打撃コーチの存在」と明かした。「コースに逆らわずセンターからレフトへ打つことを辛抱強く教えて下さいました。今の自分があるのは並木コーチのおかげ。レフトから左中間にホームランが出るようになり、タイトルを取れるほどの打者に成長できた」と語った[11]。

## 詳細情報

### 年度別打撃成績
| 年 度      | 球 団      | 試 合 | 打 席 | 打 数 | 得 点 | 安 打 | 二 塁 打 | 三 塁 打 | 本 塁 打 | 塁 打 | 打 点 | 盗 塁 | 盗 塁 死 | 犠 打 | 犠 飛 | 四 球 | 敬 遠 | 死 球 | 三 振 | 併 殺 打 | 打 率 | 出 塁 率 | 長 打 率 | O P S |
| ---------- | ---------- | ----- | ----- | ----- | ----- | ----- | -------- | -------- | -------- | ----- | ----- | ----- | -------- | ----- | ----- | ----- | ----- | ----- | ----- | -------- | ----- | -------- | -------- | ----- |
| 1957       | 大阪 阪神  | 98    | 327   | 300   | 34    | 75    | 11       | 4        | 8        | 118   | 32    | 12    | 2        | 1     | 1     | 17    | 2     | 8     | 33    | 4        | .250  | .307     | .393     | .700  |
| 1958       | 大阪 阪神  | 109   | 317   | 276   | 28    | 69    | 10       | 7        | 3        | 102   | 27    | 6     | 6        | 4     | 2     | 32    | 1     | 3     | 47    | 3        | .250  | .332     | .370     | .702  |
| 1959       | 大阪 阪神  | 98    | 274   | 248   | 18    | 47    | 6        | 2        | 4        | 69    | 24    | 8     | 5        | 3     | 3     | 18    | 1     | 2     | 42    | 2        | .190  | .247     | .278     | .525  |
| 1960       | 大阪 阪神  | 120   | 483   | 425   | 64    | 130   | 31       | 9        | 11       | 212   | 61    | 23    | 9        | 5     | 3     | 44    | 4     | 6     | 74    | 4        | .306  | .377     | .499     | .875  |
| 1961       | 大阪 阪神  | 116   | 448   | 408   | 34    | 105   | 15       | 3        | 6        | 144   | 35    | 13    | 7        | 3     | 4     | 29    | 1     | 4     | 64    | 9        | .257  | .310     | .353     | .663  |
| 1962       | 大阪 阪神  | 124   | 480   | 431   | 61    | 125   | 23       | 5        | 10       | 188   | 51    | 3     | 5        | 0     | 3     | 40    | 3     | 6     | 56    | 7        | .290  | .356     | .436     | .792  |
| 1963       | 大阪 阪神  | 123   | 508   | 450   | 72    | 123   | 22       | 5        | 16       | 203   | 64    | 12    | 5        | 1     | 3     | 47    | 0     | 7     | 55    | 8        | .273  | .349     | .451     | .800  |
| 1964       | 大阪 阪神  | 122   | 444   | 395   | 38    | 91    | 12       | 1        | 11       | 138   | 48    | 17    | 5        | 5     | 3     | 34    | 0     | 7     | 39    | 11       | .230  | .301     | .349     | .650  |
| 1965       | 大阪 阪神  | 104   | 326   | 283   | 32    | 63    | 15       | 0        | 10       | 108   | 21    | 4     | 4        | 6     | 3     | 30    | 0     | 4     | 30    | 4        | .223  | .303     | .382     | .685  |
| 1966       | 大阪 阪神  | 93    | 247   | 230   | 16    | 54    | 6        | 1        | 2        | 68    | 17    | 3     | 1        | 1     | 0     | 12    | 1     | 4     | 26    | 2        | .235  | .285     | .296     | .580  |
| 1967       | 東京       | 1     | 1     | 1     | 0     | 0     | 0        | 0        | 0        | 0     | 0     | 0     | 0        | 0     | 0     | 0     | 0     | 0     | 0     | 0        | .000  | .000     | .000     | .000  |
| 1968       | 東京       | 8     | 8     | 7     | 0     | 0     | 0        | 0        | 0        | 0     | 0     | 0     | 0        | 0     | 0     | 1     | 0     | 0     | 2     | 0        | .000  | .125     | .000     | .125  |
| 通算：12年 | 通算：12年 | 1116  | 3863  | 3454  | 397   | 882   | 151      | 37       | 81       | 1350  | 380   | 101   | 49       | 29    | 25    | 304   | 13    | 51    | 468   | 54       | .255  | .323     | .391     | .713  |

- 各年度の太字はリーグ最高
- 大阪（大阪タイガース）は、1961年に阪神（阪神タイガース）に球団名を変更

### 表彰
- ベストナイン：2回 （外野手部門：1960年、1962年）

### 記録
節目の記録
- 1000試合出場：1965年10月3日 ※史上105人目

その他の記録
- オールスターゲーム出場：2回 （1960年、1962年）

### 背番号
- 40 （1957年 - 1959年）
- 7 （1960年 - 1966年）
- 9 （1967年 - 1968年）
- 86 （1985年 - 1987年）